# Hogstorp
Hogstorp är en tätort i Uddevalla kommun. Den ligger i Bohuslän vid E6:an och Bohusbanan, 15 km nordväst om Uddevalla och 10 km sydost om Munkedal.

## Historia
Samhället växte fram vid Hogstorps järnvägsstation, som öppnades 1903 i samband med invigningen av Bohusbanan. Stationen lades ner 1971 och stationshuset är idag rivet.
Till och med den 31 december 1970 tillhörde Hogstorp Skredsviks landskommun som upphörde och införlivades i Uddevalla kommun vid årsskiftet 1970–1971. Orten växte starkt under miljonprogrammet och blev 1980 en egen tätort.

### Befolkningsutveckling
| Befolkningsutvecklingen i Hogstorp 1980–2020 | Befolkningsutvecklingen i Hogstorp 1980–2020 | Befolkningsutvecklingen i Hogstorp 1980–2020 | Befolkningsutvecklingen i Hogstorp 1980–2020 | Befolkningsutvecklingen i Hogstorp 1980–2020 |
| -------------------------------------------- | -------------------------------------------- | -------------------------------------------- | -------------------------------------------- | -------------------------------------------- |
|                                              |                                              |                                              |                                              |                                              |
| År                                           |                                              |                                              | Folkmängd                                    | Areal (ha)                                   |
| 1980                                         | 1980                                         |                                              | 421                                          |                                              |
| 1990                                         | 1990                                         |                                              | 393                                          | 33                                           |
| 1995                                         | 1995                                         |                                              | 393                                          | 37                                           |
| 2000                                         | 2000                                         |                                              | 380                                          | 37                                           |
| 2005                                         | 2005                                         |                                              | 369                                          | 39                                           |
| 2010                                         | 2010                                         |                                              | 373                                          | 39                                           |
| 2015                                         | 2015                                         |                                              | 384                                          | 61                                           |
| 2020                                         | 2020                                         |                                              | 396                                          | 63                                           |
| Anm.: Ny tätort 1980                         |                                              |                                              |                                              |                                              |

## Samhället
Hogstorp är huvudsakligen en villaförort till Uddevalla. 

## Idrott
På orten finns fotbollslaget Hogstorps IF

## Sevärdheter
Av intressant natur i närheten kan nämnas Herrestadsfjällets naturreservat och Taske ås dalgång.